# Municipio de Mayfield (Nebraska)
El municipio de Mayfield (en inglés: Mayfield Township) es un municipio ubicado en el condado de Hall en el estado estadounidense de Nebraska. En el año 2010 tenía una población de 637 habitantes y una densidad poblacional de 6,91 personas por km².

## Geografía
El municipio de Mayfield se encuentra ubicado en las coordenadas 41°0′13″N 98°33′1″O / 41.00361, -98.55028. Según la Oficina del Censo de los Estados Unidos, el municipio tiene una superficie total de 92.2 km², de la cual 92,2 km² corresponden a tierra firme y (0 %) 0 km² es agua.

## Demografía
Según el censo de 2010, había 637 personas residiendo en el municipio de Mayfield. La densidad de población era de 6,91 hab./km². De los 637 habitantes, el municipio de Mayfield estaba compuesto por el 98,27 % blancos, el 0,31 % eran afroamericanos, el 0,16 % eran asiáticos, el 1,1 % eran de otras razas y el 0,16 % eran de una mezcla de razas. Del total de la población el 2,67 % eran hispanos o latinos de cualquier raza.